# Kingfisher Airlines
Kingfisher Airlines era una aerolínia amb seu a Bangalore, l'Índia. Les seves bases principals eren l'Aeroport Internacional Bengaluru, l'Aeroport Internacional Chhatrapati Shivaji, l'Aeroport Internacional Rajiv Gandhi i l'Aeroport Internacional Indira Gandhi.
L'empresa, que és propietat del multimilionari indi Vijay Mallya va fer el seu primer vol vel 9 de maig de 2005. El 2008, Kingfisher Airlines, a través de la seva companyia United Breweries Group, va adquirir 50% de la companyia de baix cost Air Deccan, que va rebatejar Kingfisher Red. El seu propietari Vijay Mallya és un enamorat de la capital catalana, on té un iot. El 2009 hi va haver un projecte de crear una ruta directa vers l'Índia.
El projecte de nova companyia aèria va començar molt prometedor i malgrat un servei de qualitat estimat pels clients i uns quants premis, mai no va sortir de les xifres en vermell. El 2010 va començar a negociar la seva integració a l'aliança Oneworld que va ser suspesa el febrer 2013. L'1 d'octubre del 2012, el Directorate General of Civil Aviation indià li va treure la llicència. Kingfisher que havia sigut la segona companyia de l'Índia amb més passatgers, va cessar tota activitat.
La dissolució jurídica de la fallida s'ha complicat, com que els llibres comptables van desaparèixer. Un creditor hauria recuperat els ordinadors i no hi hauria cap còpia de seguretat. S'investiga si l'aerolínia va utilitzar préstecs per a usos inapropiats. Mallya ha fugit cap al Regne Unit, com que tem no obtenir un judici un judici equitatiu.